# Hadena noverca
Hadena noverca là một loài bướm đêm trong họ Noctuidae.